# Мафве
Мафве — один з племінних народів Намібії та одна з 38 груп, які складають народ лозі. Вони розмовляють мовою Фве.

## Королі та вожді
Лідери, починаючи з Кабенде Сіта, носять почесний титул Мамілі.
- Себітване, король Кололо, ? —1851
- Секелету, король Кололо, 1851—1863
- Мбололо, король Кололо, 1863—1864
- Леваніка, король Лозі, 1864—1909
- Моремі II, король Тсвани, 1876—1890
- Секгома Летсолатебе, король Тсвани, 1891—1906
- Кабенде Сімата, Мамілі, 1864—1914
- Сімата Ліфасі, 1914—1931
- Ліфасі Сімата Мамілі, 1931—1944
- Сімата Сімасіку Мамілі, 1944—1971
- Річард Мухінда, Мамілі, 1971—1987
- Боніфейс Бебі Мамілі, 1987—1998
- Джордж Сімасіку, Мамілі 1999-